# リフィル処方箋
リフィル処方箋（リフィルしょほうせん）とは、一定の定められた期間内に反復使用できる処方箋のことである。リフィル（refill）は補給、詰め替え（差し替え）品、（飲食物の）おかわり、2杯目の意味を持つ英語。分割調剤とは異なる。

## 概要
患者が医師の再診を受けることなく、処方箋1枚で繰り返し薬局で薬を受け取ることができる処方箋である。多くの場合、病状が安定した患者において医師が期限を決めて処方箋を書き、その期限内であれば薬剤師のモニタリングの元に、その都度繰り返し調剤が行われる。薬剤師はモニタリンク結果を薬歴や調剤録に記録をとる。薬剤師が再受診を必要とすると判断した場合は調剤は行われず主治医に受診勧奨を行う。薬剤師によるモニタリングを前提とした仕組みである。

## 利点と欠点
利点としては
- 患者は複数回医師のもとを訪れる手間が省ける。
- 医療費（診察・処方代）の削減にもつながる。
- 医師は治療が必要な患者に専念することができ負担が軽減される。
- 薬剤師は薬の専門家として専門知識を社会に還元できる。

欠点としては、以下がある。
- 漫然と処方が継続される恐れがある。
- 転売にならないよう薬剤師がチェックが求められる点がある

## 混同されやすい制度
リフィル処方箋制度と混同されやすいものに分割調剤がある。分割調剤とリフィル処方箋制度は全く別の制度である。
2002年、一部の医薬品を除き、投与日数の上限が廃止されたことに基づき設定された。医薬品の保管、服用上の問題、副作用発現の恐れ、経済的理由など、合理的な理由がある場合のみに認められる。分割調剤の2回目以降は薬学管理料が算定されない。また薬剤師によるモニタリングも通常の処方箋調剤時に行うもの以上のことはできない、長期処方で定期的なモニタリングが行えないなど問題がある。
分割調剤は、一回の調剤を分割して交付する（受け取る）という形である。調剤量を記入した処方箋は持参者に返却されるので、残りの調剤は再度処方箋を薬局に提出する必要がある（1回目と同じ薬局である必要はない）。調剤報酬の算定上、2回目以降の調剤日数には注意が必要で、
- 【（処方箋の有効日数）+（処方日数）】-【（1回目調剤日から起算して当該調剤日までの日数）】
- 【（処方日数）-（調剤済みの日数）】

のいずれか短い方を適用する。なお、保険処方箋の有効期限は発行日を含めて4日である（日曜祝日もカウントされる）。
たとえば、処方箋発行日が4月1日・処方日数28日分、分割調剤の1回目を4月3日に14日分調剤し、2回目を4月18日に調剤する場合
- （4+28）-（18-3+1）=16
- 28-14=14

となり、残りの14日分をすべて調剤できる。
2回目を4月25日に調剤する場合は、
- （4+28）-（25-3+1）=9
- 28-14=14

となり、9日分のみを調剤できる。後発医薬品への変更が可能な処方箋については、ジェネリック切替に対する不安がある場合、患者（持参者）からの申出の場合も含め可能である。この場合の分割回数は、調剤報酬の算定上2回までである。
分割調剤では薬剤師によるモニタリングは通常の処方箋調剤時に行われるもの以上の事は行われず、このため薬剤師による薬学的なモニタリングが存在するリフィル処方箋制度は患者と医師と薬剤師が参加した地域社会におけるチーム医療活動と定義できるのに対して、分割調剤は単に投薬上の問題点を解決するための制度である。

## 各国における状況
各国における状況を述べる。
アメリカ
1951年よりすべての州で導入されている。患者は薬局に処方箋を預け必要な時に薬局に調剤を依頼する。
カナダ
処方箋は18ヶ月有効であり、調剤され交付された薬の容器に残りの調剤可能回数が記載されている場合が多い。また電話で予約できるシステムが整備されており、薬が準備できると来局するように促す電話が自動的に発信される。
フィンランド
医師が病状が安定していると診断した慢性疾患患者の処方については、その処方箋の有効回数を複数回にすることによって、患者が医師の診察を受けなくても薬剤を受け取れるようにしている。
オーストラリア
患者の症状と使用医薬品によっては最大12ヶ月間かかりつけの一般医の診察を受ける必要はない。その間は薬局薬剤師が患者の薬物治療管理に相応の責任を担っている。
フランス
イギリス
日本
2022年4月1日より、一定条件のもとで行われている（後述）。
2010年に開催された厚生労働省の「チーム医療の推進に関する検討会」で、リフィル処方箋は「さらなる業務範囲・役割の拡大について、検討することが望まれる」と記されているが、2016年現在導入されていなかった。導入されない理由として、日本医師会の強力な反発があるとされていた。
2014年の経済財政諮問会議では、診療報酬上の評価を調剤重視から服薬管理、指導重視へのシフトを具体的に検討すべきとし、リフィル処方箋の検討が提言されている。
課題として、薬剤師に高い能力が求められ、医師との連携が必要になることなどが挙げられる。
2015年7月22日の中央社会保険医療協議会・診療報酬基本問題小委員会では、「分割調剤がほとんど進んでいない状況の中で、リフィルというのは次元の違う話」とされ、「薬歴未記載が起こるような薬剤師の業務内容では、あり得ない。まずはかかりつけ薬剤師の仕事をしっかりやるべき」とし、残薬解消に向けた取り組みは分割調剤を基本としつつ、リフィル処方箋の可能性を探る方向である。2017年には経済財政諮問会議において、薬剤師の対物業務重視を削減し、かかりつけ薬剤師・薬局や健康サポート薬局の機能を果たす取り組みなど対人業務への転換する方針を示しリフィル処方の推進を盛り込んだ。2021年6月18日の「経済財政運営と改革の基本方針2021」に、反復利用が可能な処方箋の検討について盛り込まれた。
2021年12月、リフィル処方箋について2022年度の診療報酬改定で導入する事が決定し、明けて2022年3月4日、診療報酬改定に関する省令・告示が公布され、同年4月1日に施行されたことで、日本でもリフィル処方箋が同日からスタートしている。
日本で対象となるのは、生活習慣病など慢性疾患を抱える「症状が安定している患者」で原則として総使用回数の上限は3回とされている。「投薬量に限度が定められている医薬品」である麻薬・向精神薬・湿布・新薬などはリフィル処方箋の対象外となっている。